# Staré zámecké schody
Staré zámecké schody jsou veřejná komunikace, určená pouze pro pěší chodce, která spojuje městskou čtvrť Malá Strana s východní částí Pražského hradu v městské části Praha 1 s tím, že hranice mezi Hradčanami a Malou Stranou fakticky probíhá na jejich horním konci na hraně vyhlídkové terasy u východní brány Pražského hradu.

## Historie

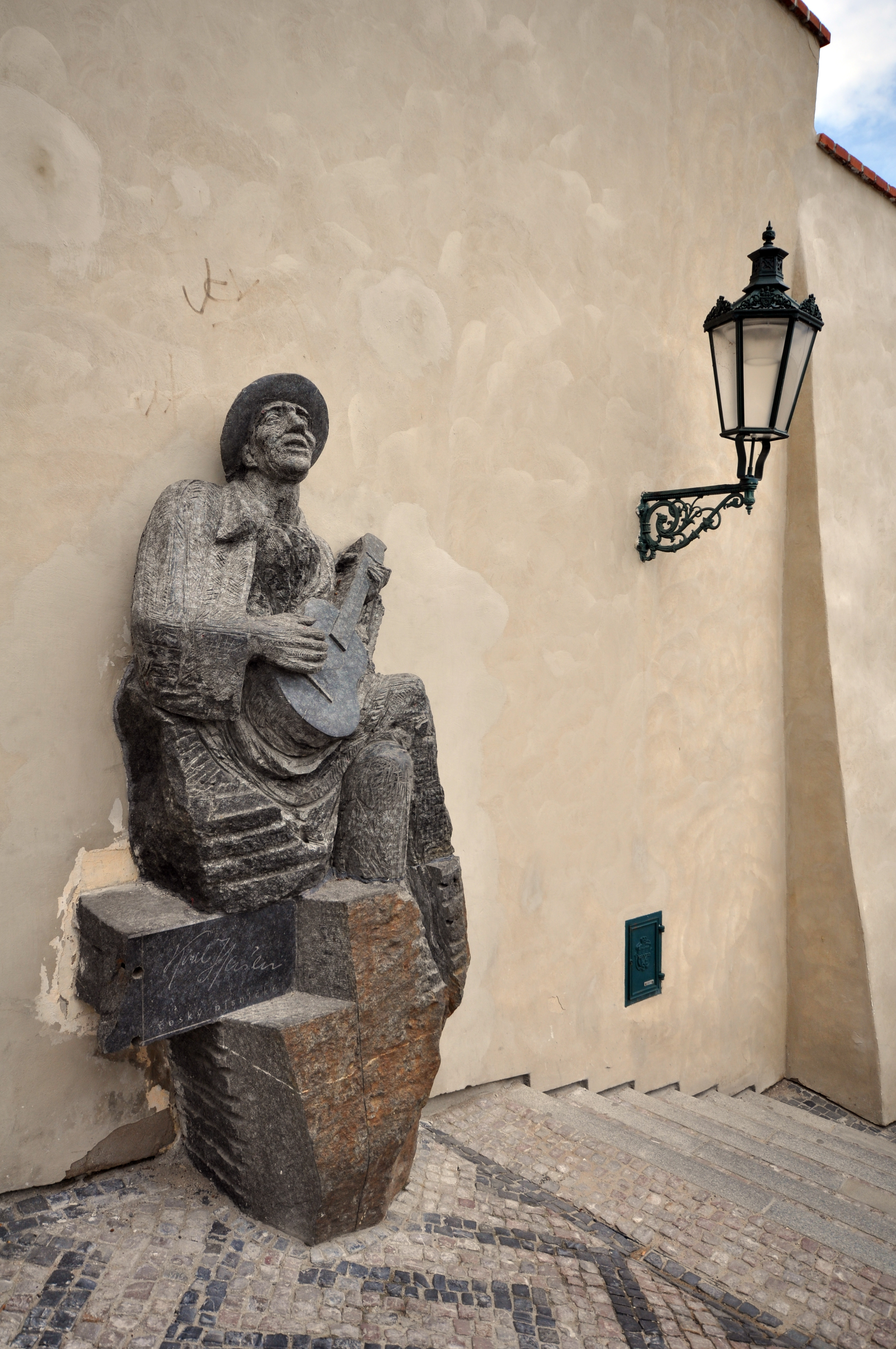
Socha Karla Hašlera od Stanislava Hanzíka

Schody jsou zde již od 17. století, jejich současná podoba pochází z let 1835–1837. Tehdy (1837) také dostaly svůj dnešní název.Naposledy byly schody rekonstruovány v létě 2009, včetně generální opravy, založení odvodňovacích koryt a sanace stěn, byl proveden i archeologický výzkum. Provoz chodců byl odkloněn přes Svatováclavskou vinici a ulici Na Opyši.

## Popis
Na svém dolním konci schody začínají na Klárově v ulici Pod Bruskou a vedou odtud západním směrem po úbočí starodávné Opyše (Na Opyši) až k východní bráně Pražského hradu, dále také k bráně, která vede do jižních zahrad Pražského hradu (zahrady Na Valech). Jedná se o nejkratší spojnici Pražského hradu se stanicí pražského metra Malostranská, která je hojně využívána zejména turisty. Po obou stranách komunikace jsou zdi, severní zeď směrem ke svahu je vyšší (nachází se zde Svatováclavská vinice s Richterovou vilou), jižní zeď směrem po svahu je nižší (v zahradách se nacházela indická ambasáda). Na horním konci schodů se nachází vyhlídková terasa, kde je velmi pěkný výhled na Prahu – např. na přilehlou Fürstenberskou zahradu.
Vlastní schodiště je asi 230 metrů dlouhé a čítá 121 schodů.
V horní části schodů byl slavnostně odhalen 31. října 2009 pomník českého písničkáře Karla Hašlera sochaře Stanislava Hanzíka. Autorem architektonického řešení byl Pavel Kupka.

## Přilehlé objekty
- Svatováclavská vinice
- Velká Fürstenberská zahrada
- dům U Vergusů – staropražský dům na Malé Straně
- čp. 113 – barokní objekt, původně zahradní domek
- čp. 148 – klasicistní objekt u vinice sv. Václava (Na Opyši) se sochou svaté Barbory

## Odraz v kultuře
Známá píseň Karla Hašlera Po Starých zámeckých schodech téměř zlidověla a zpívá se dodnes.